# 캐시 쇼워

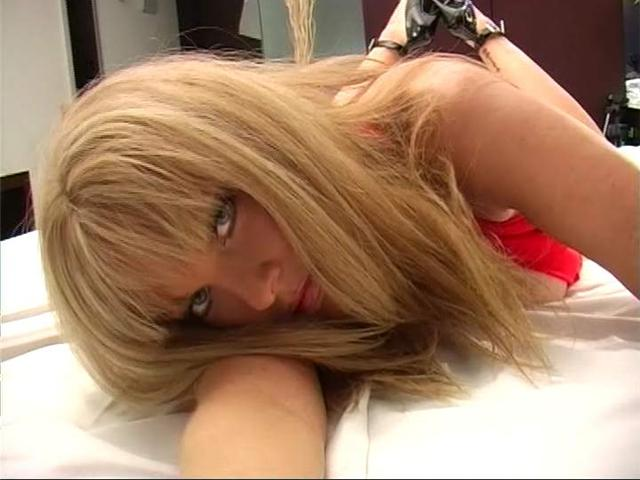

캐시 쇼워(Kathy Shower, 1953년 3월 8일 ~ )는 미국의 배우, 플레이메이트, 텔레비전 배우, 모델, 영화배우이다.

## 영화
- 페인팅 섹스 (1997년)
- 바자 런 (1996년)
- 충동적 거래 (1996년)
- 하인드사이트 (1996년)
- 핫라인 (1996년)
- 은밀한 관계 2 (1995년)
- LA 커넥션 (1995년)
- 여자가 사랑을 훔칠 때 (1994년)
- 러브 스트릿 (1994년)
- 위험한 증거 (1994년)
- 아메리칸 킥복서 2 (1993년)
- LA 여신 (1993년)
- 브리프 (1993년)
- 야생 선인장 (1993년)
- 베드룸 아이스 2 (1990년)
- 아웃 온 베일 (1989년)
- 코만도 스쿼드 (1987년)
- 달리는 사이먼 (1981년)